# Hans Ankum
Johan Albert (Hans) Ankum (Amsterdam, 23 juli 1930 – Haarlem, 3 juni 2019) was een Nederlands jurist en hoogleraar.

## Biografie
Hij werd geboren in 1930. Zijn vader was Leendert Albert Ankum en zijn jongere broer was Pol Ankum. Ankum studeerde op 15 december 1953 af in Nederlands recht aan de Universiteit van Amsterdam. Hij promoveerde er vervolgens op 29 juni 1962 cum laude op De geschiedenis der "actio Pauliana", met als promotor prof. dr. Henk Hoetink, voor wie hij ook in 1982 meewerkte aan diens Rechtsgeleerde opstellen en in 1986 aan diens Opera selecta. Per 1 september 1960 werd hij aangesteld aan zijn alma mater met als leeropdracht juridische papyrologie. Op 20 februari 1963 werd hij benoemd aan de Rijksuniversiteit Leiden tot gewoon hoogleraar grondslagen van het Romeins en oudvaderlands recht, een ambt dat hij tot 1968 zou vervullen, de laatste drie jaren als buitengewoon hoogleraar; hij werd in die hoedanigheid opgevolgd door Jop Spruit. Hij werd in 1965 aan de UvA aangesteld als gewoon hoogleraar Romeins recht, de historische ontwikkeling van het recht en de juridische papyrologie met ingang van 25 oktober 1965. Hij inaugureerde op 13 februari 1967 met de rede De voorouders van een tweehoofdig twistziek monster: beschouwingen over de historische ontwikkeling van het beding ten behoeve van een derde. In 1970 was hij een van degenen die de eerste Winkler Prinsprijs kregen, ter gelegenheid van het 100-jarig bestaan van de gelijknamige encyclopedie. Per 1 augustus 1995 ging hij met emeritaat en hield op 24 november van dat jaar zijn afscheidsrede met de titel Fusie van rechtsfiguren in de Justiniaanse wetgeving.
Ankum publiceerde tientallen artikelen op zijn vakgebied, waaronder bronuitgaven uit het oudvaderlands recht, en was mede-auteur van het Romeinsrechtelijk handwoordenboek. Verscheidene van zijn studenten hebben zijn collegedictaten uitgegeven. Hij werkte ook mee aan huldebundels, bijvoorbeeld voor prof. mr. Adriaan Pitlo ter gelegenheid van diens 25-jarig ambtsjubileum in 1970 en voor Robert Feenstra (1920-2013) voor diens 65e verjaardag.
Op 28 november 1986 werd aan Ankum een eredoctoraat van de universiteit van Aix-en-Provence verleend. Bij de lintjesregen van 1992 werd hij benoemd tot Ridder in de Orde van de Nederlandse Leeuw.
Prof. dr. J. A. Ankum overleed in 2019 op 88-jarige leeftijd.